# Mount Brounov
Mount Brounov är ett berg i Antarktis. Det ligger i Östantarktis. Norge gör anspråk på området. Toppen på Mount Brounov är 2 370 meter över havet, eller 289 meter över den omgivande terrängen. Bredden vid basen är 2,8 km.
Terrängen runt Mount Brounov är kuperad åt nordost, men åt sydväst är den platt. Trakten är obefolkad. Det finns inga samhällen i närheten.